# Campionato europeo femminile under 18 di pallavolo 2005
Il campionato europeo pre-juniores di pallavolo femminile 2005 si è svolto dal 29 marzo al 3 aprile 2005 a Tallinn, in Estonia. Al torneo hanno partecipato 12 squadre nazionali europee e la vittoria finale è andata per la prima volta all'Ucraina.

## Qualificazioni
Hanno partecipato al campionato europeo pre-juniores la nazionale del paese ospitante, la prima classificata al campionato europeo pre-juniores 2003 e dieci squadre provenienti dai gironi di qualificazioni.

## Gironi
Dopo la prima fase a gironi, le prime due classificate hanno acceduto ai quarti di finale per il primo posto, mentre le ultime classificate hanno acceduto alle semifinali per il nono posto; le squadre vincenti ai quarti di finale hanno acceduto alle semifinali per il primo posto, mentre le perdenti hanno acceduto alle semifinali per il quinto posto.
| Girone A              | Girone B                               | Girone C                    | Girone D                 |
| --------------------- | -------------------------------------- | --------------------------- | ------------------------ |
| Estonia Italia Russia | Germania Rep. Ceca Serbia e Montenegro | Bielorussia Croazia Turchia | Austria Ucraina Ungheria |

## Fase finale

### Finali 1º - 3º posto
|  | Quarti      | Quarti  |         |         | Semifinale         | Semifinale         |  |  | Finale 1º/2º posto | Finale 1º/2º posto |
|  |             |         |         |         |                    |                    |  |  |                    |                    |
|  |             |         |         |         |                    |                    |  |  |                    |                    |
|  |             |         |         |         |                    |                    |  |  |                    |                    |
|  | Italia      | 3       |         |         |                    |                    |  |  |                    |                    |
|  | Italia      | 3       |         |         |                    |                    |  |  |                    |                    |
|  | Rep. Ceca   | 1       |         |         |                    |                    |  |  |                    |                    |
|  | Rep. Ceca   | 1       | Italia  | 1       |                    |                    |  |  |                    |                    |
|  |             |         | Italia  | 1       |                    |                    |  |  |                    |                    |
|  |             | Ucraina | 3       |         |                    |                    |  |  |                    |                    |
|  | Ucraina     | Ucraina | 3       | 3       |                    |                    |  |  |                    |                    |
|  | Ucraina     |         |         | 3       |                    |                    |  |  |                    |                    |
|  | Bielorussia | 0       |         |         |                    |                    |  |  |                    |                    |
|  | Bielorussia | 0       | Ucraina | 3       |                    |                    |  |  |                    |                    |
|  |             |         | Ucraina | 3       |                    |                    |  |  |                    |                    |
|  |             | Russia  | 2       |         |                    |                    |  |  |                    |                    |
|  | Croazia     | Russia  | 2       | 3       |                    |                    |  |  |                    |                    |
|  | Croazia     |         |         | 3       |                    |                    |  |  |                    |                    |
|  | Austria     | 0       |         |         |                    |                    |  |  |                    |                    |
|  | Austria     | 0       | Croazia | 2       | Finale 3º/4º posto | Finale 3º/4º posto |  |  |                    |                    |
|  |             |         | Croazia | 2       | Finale 3º/4º posto | Finale 3º/4º posto |  |  |                    |                    |
|  |             | Russia  | 3       |         |                    |                    |  |  |                    |                    |
|  | Germania    | Russia  | 3       | 0       | Italia             | 3                  |  |  |                    |                    |
|  | Germania    |         |         | 0       | Italia             | 3                  |  |  |                    |                    |
|  | Russia      | 3       |         | Croazia | 1                  |                    |  |  |                    |                    |
|  | Russia      | 3       |         |         | 1                  |                    |  |  |                    |                    |
|  |             |         |         |         |                    |                    |  |  |                    |                    |
|  |             |         |         |         |                    |                    |  |  |                    |                    |

### Finali 5º - 7º posto
|  | Semifinali  | Semifinali  | Semifinali |          |             | 5º/6º posto | 5º/6º posto | 5º/6º posto |  |
|  |             |             |            |          |             |             |             |             |  |
|  | Rep. Ceca   | Rep. Ceca   | 0          |          |             |             |             |             |  |
|  | Rep. Ceca   | Rep. Ceca   | 0          |          |             |             |             |             |  |
|  | Bielorussia | Bielorussia | 3          |          |             |             |             |             |  |
|  | Bielorussia | Bielorussia | 3          |          | Bielorussia | Bielorussia | 0           |             |  |
|  |             |             |            |          | Bielorussia | Bielorussia | 0           |             |  |
|  |             |             | Germania   | Germania | 3           |             |             |             |  |
|  | Germania    | Germania    | Germania   | Germania | 3           | 3           |             |             |  |
|  | Germania    | Germania    |            |          |             | 3           |             |             |  |
|  | Austria     | Austria     | 1          |          |             | 7º/8º posto | 7º/8º posto | 7º/8º posto |  |
|  | Austria     | Austria     | 1          |          |             |             |             |             |  |
|  |             |             |            |          |             |             |             |             |  |
|  |             |             |            |          |             | Rep. Ceca   | Rep. Ceca   | 0           |  |
|  |             |             |            |          |             | Rep. Ceca   | Rep. Ceca   | 0           |  |
|  |             |             |            |          |             | Austria     | Austria     | 3           |  |

### Finali 9º - 11º posto
|  | Semifinali          | Semifinali          | Semifinali |         |                     | 9º/10º posto        | 9º/10º posto  | 9º/10º posto  |  |
|  |                     |                     |            |         |                     |                     |               |               |  |
|  | Estonia             | Estonia             | 0          |         |                     |                     |               |               |  |
|  | Estonia             | Estonia             | 0          |         |                     |                     |               |               |  |
|  | Serbia e Montenegro | Serbia e Montenegro | 3          |         |                     |                     |               |               |  |
|  | Serbia e Montenegro | Serbia e Montenegro | 3          |         | Serbia e Montenegro | Serbia e Montenegro | 3             |               |  |
|  |                     |                     |            |         | Serbia e Montenegro | Serbia e Montenegro | 3             |               |  |
|  |                     |                     | Turchia    | Turchia | 2                   |                     |               |               |  |
|  | Turchia             | Turchia             | Turchia    | Turchia | 2                   | 3                   |               |               |  |
|  | Turchia             | Turchia             |            |         |                     | 3                   |               |               |  |
|  | Ungheria            | Ungheria            | 1          |         |                     | 11º/12º posto       | 11º/12º posto | 11º/12º posto |  |
|  | Ungheria            | Ungheria            | 1          |         |                     |                     |               |               |  |
|  |                     |                     |            |         |                     |                     |               |               |  |
|  |                     |                     |            |         |                     | Estonia             | Estonia       | 3             |  |
|  |                     |                     |            |         |                     | Estonia             | Estonia       | 3             |  |
|  |                     |                     |            |         |                     | Ungheria            | Ungheria      | 2             |  |

## Classifica finale
| Classifica | Squadre             | Qualificazione                       |
| ---------- | ------------------- | ------------------------------------ |
|            | Ucraina             | Campionato europeo pre-juniores 2007 |
|            | Russia              |                                      |
|            | Italia              |                                      |
| 4          | Croazia             |                                      |
| 5          | Germania            |                                      |
| 6          | Bielorussia         |                                      |
| 7          | Austria             |                                      |
| 8          | Rep. Ceca           |                                      |
| 9          | Serbia e Montenegro |                                      |
| 10         | Turchia             |                                      |
| 11         | Estonia             |                                      |
| 12         | Ungheria            |                                      |